# Júlia Šimurdová
Júlia Šimurdová (12. května 1911 – ???) byla slovenská a československá politička a poúnorová bezpartijní poslankyně Národního shromáždění ČSR.

## Biografie
Ve volbách roku 1954 byla zvolena do Národního shromáždění ve volebním obvodu Námestovo-Trstená jako bezpartijní kanadidátka. V Národním shromáždění zasedala do dubna 1958, kdy rezignovala a nahradil ji Jozef Baláž.
K roku 1954 se profesně uvádí jako soukromá rolnice a zároveň členka Okresního národního výboru v Námestovu.